# Mwada
Mwada est une ville en Tanzanie dans la région de Manyara. En 2012, sa population était de 16 139 habitants.